# Temporada 1982-1983 del FC Barcelona
Les dades més destacades de la temporada 1982-1983 del Futbol Club Barcelona són les següents:

## 1982

### Setembre
- 25 setembre - 3a. Jornada de Lliga.- EL FCB empata al Camp Nou (1-1) davant el Reial Saragossa, en un partit força accidentat, amb molts lesionats en el conjunt blaugrana, entre ells Maradona. Pichi Alonso marca el gol blaugrana enfront del seu exequip.
- 23 setembre - S'inaugura el Miniestadi del FCB amb un partit entre el primer equip i el filial Barcelona Atlètic. Les obres han durat nou mesos, té una capacitat per a 16.000 espectadors, tots asseguts, i ha suposat una inversió de 250 milions de pessetes.

## Plantilla
La relació de jugadors de la plantilla del Barça la temporada 1982-83 és la següent:
| N. | Pos. | Nac. | Jugador       | Total | Total | Gamper | Gamper | Lliga | Lliga | Copa de la lliga | Copa de la lliga | Copa | Copa | Recopa | Recopa | Supercopa d'Europa | Supercopa d'Europa |
| N. | Pos. | Nac. | Jugador       | PJ    | Gols  | PJ     | Gols   | PJ    | Gols  | PJ               | Gols             | PJ   | Gols | PJ     | Gols   | PJ                 | Gols               |
| -- | ---- | --- | ------------- | ----- | ----- | ------ | ------ | ----- | ----- | ---------------- | ---------------- | ---- | ---- | ------ | ------ | ------------------ | ------------------ |
| —  | DEF  | [[Fitxer:Flag of Spain.svg\|23x15px\|border \|alt=Espanya\|link=Selecció de futbol d'Espanya\|{{#if:\|]]                                       | Alexanko      | 50    | 6     | 2      | 0      | 31    | 2     | 4                | 1                | 5    | 0    | 6      | 3      | 2                  | 0                  |
| —  | POR  | [[Fitxer:Flag of Spain.svg\|23x15px\|border \|alt=Espanya\|link=Selecció de futbol d'Espanya\|{{#if:\|]]                                       | Amador        | 5     | 0     | 0      | 0      | 0     | 0     | 0                | 0                | 2    | 0    | 3      | 0      | 0                  | 0                  |
| —  | POR  | [[Fitxer:Flag of Spain.svg\|23x15px\|border \|alt=Espanya\|link=Selecció de futbol d'Espanya\|{{#if:\|]]                                       | Artola        | 21    | 0     | 1      | 0      | 16    | 0     | 0                | 0                | 0    | 0    | 4      | 0      | 0                  | 0                  |
| —  | DAV  | [[Fitxer:Flag of the Valencian Community (2x3).svg\|23x15px\|border \|alt=País Valencià\|link=Selecció de futbol del País Valencià\|{{#if:\|]] | Carrasco      | 50    | 11    | 1      | 0      | 28    | 8     | 6                | 2                | 7    | 1    | 6      | 0      | 2                  | 0                  |
| —  | DAV  | [[Fitxer:Flag of Catalonia.svg\|23x15px\|border \|alt=Catalunya\|link=Selecció de futbol de Catalunya\|{{#if:\|]]                              | Clos          | 1     | 0     | 0      | 0      | 1     | 0     | 0                | 0                | 0    | 0    | 0      | 0      | 0                  | 0                  |
| —  | MIG  | [[Fitxer:Flag of Spain.svg\|23x15px\|border \|alt=Espanya\|link=Selecció de futbol d'Espanya\|{{#if:\|]]                                       | Esteban       | 33    | 1     | 2      | 0      | 15    | 1     | 6                | 0                | 6    | 0    | 4      | 0      | 0                  | 0                  |
| —  | MIG  | [[Fitxer:Flag of Catalonia.svg\|23x15px\|border \|alt=Catalunya\|link=Selecció de futbol de Catalunya\|{{#if:\|]]                              | Estella       | 10    | 0     | 1      | 0      | 6     | 0     | 0                | 0                | 0    | 0    | 3      | 0      | 0                  | 0                  |
| —  | DEF  | [[Fitxer:Flag of Spain.svg\|23x15px\|border \|alt=Espanya\|link=Selecció de futbol d'Espanya\|{{#if:\|]]                                       | Gerardo       | 26    | 0     | 2      | 0      | 17    | 0     | 2                | 0                | 2    | 0    | 3      | 0      | 0                  | 0                  |
| —  | DEF  | [[Fitxer:Flag of Spain.svg\|23x15px\|border \|alt=Espanya\|link=Selecció de futbol d'Espanya\|{{#if:\|]]                                       | Julio Alberto | 42    | 2     | 1      | 0      | 24    | 2     | 6                | 0                | 7    | 0    | 2      | 0      | 2                  | 0                  |
| —  | DEF  | [[Fitxer:Flag of Spain.svg\|23x15px\|border \|alt=Espanya\|link=Selecció de futbol d'Espanya\|{{#if:\|]]                                       | Manolo        | 19    | 0     | 1      | 0      | 12    | 0     | 0                | 0                | 1    | 0    | 4      | 0      | 1                  | 0                  |
| —  | DAV  | [[Fitxer:Flag of Argentina.svg\|23x15px\|border \|alt=Argentina\|link=Selecció de futbol de l'Argentina\|{{#if:\|]]                            | Maradona      | 37    | 24    | 2      | 1      | 20    | 11    | 6                | 4                | 5    | 3    | 4      | 5      | 0                  | 0                  |
| —  | DAV  | [[Fitxer:Flag of Spain.svg\|23x15px\|border \|alt=Espanya\|link=Selecció de futbol d'Espanya\|{{#if:\|]]                                       | Marcos        | 49    | 10    | 2      | 0      | 29    | 6     | 6                | 1                | 6    | 2    | 4      | 0      | 2                  | 1                  |
| —  | DEF  | [[Fitxer:Flag of Spain.svg\|23x15px\|border \|alt=Espanya\|link=Selecció de futbol d'Espanya\|{{#if:\|]]                                       | Migueli       | 51    | 1     | 2      | 0      | 31    | 1     | 6                | 0                | 6    | 0    | 4      | 0      | 2                  | 0                  |
| —  | DAV  | [[Fitxer:Flag of Spain.svg\|23x15px\|border \|alt=Espanya\|link=Selecció de futbol d'Espanya\|{{#if:\|]]                                       | Morán         | 11    | 3     | 0      | 0      | 7     | 3     | 0                | 0                | 2    | 0    | 2      | 0      | 0                  | 0                  |
| —  | MIG  | [[Fitxer:Flag of Catalonia.svg\|23x15px\|border \|alt=Catalunya\|link=Selecció de futbol de Catalunya\|{{#if:\|]]                              | Moratalla     | 7     | 1     | 0      | 0      | 5     | 0     | 0                | 0                | 1    | 0    | 1      | 1      | 0                  | 0                  |
| —  | DEF  | [[Fitxer:Flag of Catalonia.svg\|23x15px\|border \|alt=Catalunya\|link=Selecció de futbol de Catalunya\|{{#if:\|]]                              | Olmo          | 8     | 0     | 0      | 0      | 4     | 0     | 0                | 0                | 2    | 0    | 2      | 0      | 0                  | 0                  |
| —  | MIG  | [[Fitxer:Flag of Spain.svg\|23x15px\|border \|alt=Espanya\|link=Selecció de futbol d'Espanya\|{{#if:\|]]                                       | Periko Alonso | 40    | 6     | 1      | 0      | 22    | 4     | 5                | 0                | 6    | 2    | 4      | 0      | 2                  | 0                  |
| —  | DAV  | [[Fitxer:Flag of the Valencian Community (2x3).svg\|23x15px\|border \|alt=País Valencià\|link=Selecció de futbol del País Valencià\|{{#if:\|]] | Pichi Alonso  | 27    | 5     | 1      | 0      | 19    | 5     | 2                | 0                | 1    | 0    | 3      | 0      | 1                  | 0                  |
| —  | DAV  | [[Fitxer:Flag of Spain.svg\|23x15px\|border \|alt=Espanya\|link=Selecció de futbol d'Espanya\|{{#if:\|]]                                       | Quini         | 30    | 4     | 1      | 0      | 22    | 4     | 1                | 0                | 2    | 0    | 2      | 0      | 2                  | 0                  |
| —  | MIG  | [[Fitxer:Flag of Germany.svg\|23x15px\|border \|alt=Alemanya Occidental\|link=Selecció de futbol d'Alemanya Occidental\|{{#if:\|]]             | Schuster      | 49    | 14    | 2      | 0      | 28    | 7     | 6                | 1                | 6    | 1    | 5      | 5      | 2                  | 0                  |
| —  | DEF  | [[Fitxer:Flag of Catalonia.svg\|23x15px\|border \|alt=Catalunya\|link=Selecció de futbol de Catalunya\|{{#if:\|]]                              | Tente Sánchez | 43    | 0     | 0      | 0      | 23    | 0     | 6                | 0                | 7    | 0    | 5      | 0      | 2                  | 0                  |
| —  | MIG  | [[Fitxer:Flag of Spain.svg\|23x15px\|border \|alt=Espanya\|link=Selecció de futbol d'Espanya\|{{#if:\|]]                                       | Urbano        | 23    | 2     | 1      | 0      | 16    | 1     | 0                | 0                | 2    | 0    | 2      | 1      | 2                  | 0                  |
| —  | POR  | [[Fitxer:Flag of Spain.svg\|23x15px\|border \|alt=Espanya\|link=Selecció de futbol d'Espanya\|{{#if:\|]]                                       | Urruti        | 32    | 0     | 1      | 0      | 18    | 0     | 6                | 0                | 5    | 0    | 0      | 0      | 2                  | 0                  |
| —  | MIG  | [[Fitxer:Flag of Spain.svg\|23x15px\|border \|alt=Espanya\|link=Selecció de futbol d'Espanya\|{{#if:\|]]                                       | Víctor        | 51    | 8     | 2      | 0      | 32    | 4     | 6                | 1                | 5    | 2    | 4      | 1      | 2                  | 0                  |
| —  | DAV  | [[Fitxer:Flag of Denmark.svg\|23x15px\|border \|alt=Dinamarca\|link=Selecció de futbol de Dinamarca\|{{#if:\|]]                                | Simonsen      | 0     | 0     | 0      | 0      | 0     | 0     | 0                | 0                | 0    | 0    | 0      | 0      | 0                  | 0                  |

## Resultats

### Amistosos
```
5-8-1982 MEPPEN-BARCELONA 0-5
7-8-1982 KLEVE-BARCELONA 0-6
21-8-1982 MALLORCA-BARCELONA 1-2
28-8-1982 ESTRELLA ROJA-BARCELONA 1-0
29-8-1982 OVIEDO-BARCELONA 0-1
8-9-1982 FIORENTINA-BARCELONA 0-0
21-9-1982 SERVETTE-BARCELONA 1-4
26-10-1982 VILLAFRANCA-BARCELONA 0-1
13-11-1982 PARIS ST. GERMAIN-BARCELONA 1-4
29-5-1983 BARCELONA-SELECCIO 3a Divisió CATALANA 12-1
```

### Trofeu Teresa Herrera
```
13-8-1982 INTERNACIONAL DE PORTO ALEGRE-BARCELONA 0-1
15-8-1982 DINAMO DE KIEV-BARCELONA 4-1
```

### Gamper
| 24 d'agost de 1982   | Barça | 0-0 | Inter de Porto Alegre | Barcelona                                    |  |
| 23:00 CET Semifinals |       |     |                       | Camp Nou · 100.000 espectadors · Pes Pérez · |  |

| 25 d'agost de 1982            | Barça        | 1-1 | Köln       | Barcelona                                            |  |
| 21:30 CET Tercer i quart lloc | Maradona 39' |     | 16' Engels | Camp Nou · 110.000 espectadors · Bolaños Fernández · |  |

### Lliga

#### Classificació
| Pos | Equip             | PJ | PG | PE | PP | GF | GC | DG  | Pts | Classificació o descens      |
| --- | ----------------- | -- | -- | -- | -- | -- | -- | --- | --- | ---------------------------- |
| 2   | Reial Madrid      | 34 | 20 | 9  | 5  | 57 | 25 | +32 | 49  | Clas. per la Copa de la UEFA |
| 3   | Atlètic de Madrid | 34 | 20 | 6  | 8  | 56 | 38 | +18 | 46  | Clas. per la Copa de la UEFA |
| 4   | FC Barcelona      | 34 | 17 | 10 | 7  | 60 | 29 | +31 | 44  | Clas. per la Recopa d'Europa |
| 5   | Sevilla FC        | 34 | 15 | 12 | 7  | 44 | 31 | +13 | 42  | Clas. per la Copa de la UEFA |
| 6   | Reial Saragossa   | 34 | 17 | 6  | 11 | 59 | 39 | +20 | 40  |                              |

#### Partits
| 4 de setembre de 1982 | València                    | 2-1 | Barça        | València                                                |  |
| 22:30 CET 1a jornada  | Tendillo 47' · Idígoras 80' |     | 20' Maradona | Estadi Luís Casanova · 63.000 espectadors · Pes Pérez · |  |

| 11 de setembre de 1982 | Barça                                       | 3-0 | Valladolid | Barcelona                                     |  |
| 21:00 CET 2a jornada   | Marcos 1' · Maradona 43' · Pichi Alonso 69' |     |            | Camp Nou · 100.000 espectadors · Díez Frías · |  |

| 19 de setembre de 1982 | Sevilla | 0-0 | Barça | Sevilla                                                               |  |
| 21:00 CET 3a jornada   |         |     |       | Estadi Ramón Sánchez Pizjuán · 40.000 espectadors · Franco Martínez · |  |

| 25 de setembre de 1982 | Barça            | 1-1 | Zaragoza    | Barcelona                                      |  |
| 21:00 CET 4a jornada   | Pichi Alonso 77' |     | 68' Valdano | Camp Nou · 100.000 espectadors · Riera Morro · |  |

| 2 d'octubre de 1982  | At. Madrid       | 1-1 | Barça      | Madrid                                                   |  |
| 20:30 CET 5a jornada | Hugo Sánchez 42' |     | 83' Marcos | Vicente Calderón · 40.000 espectadors · García de Loza · |  |

| 9 d'octubre de 1982  | Barça      | 1-0 | Espanyol    | Barcelona                                          |  |
| 21:00 CET 6a jornada | Marcos 81' |     | 43' Escalza | Camp Nou · 115.000 espectadors · Franco Martínez · |  |

| 17 d'octubre de 1982 | Málaga                            | 1-4 | Barça                                                                         | Màlaga                                               |  |
| 17:30 CET 7a jornada | Popo 24' · Fernando Rodríguez 63' |     | 81' Carrasco · 24' Marcos · 38' Alexanko · 72' (p.p.) Canillas · 83' Maradona | La Rosaleda · 45.000 espectadors · Sánchez Arminio · |  |

| 24 d'octubre de 1982 | Barça        | 1-1 | Sporting | Barcelona                                         |  |
| 17:00 CET 8a jornada | Schuster 68' |     | 21' Abel | Camp Nou · 80.000 espectadors · Soriano Aladrén · |  |

| 30 d'octubre de 1982 | Racing | 0-4 | Barça                                                | Santander                                                               |  |
| 20:30 CET 9a jornada |        |     | 30' Quini · 37' Maradona · 70' Marcos · 90' Carrasco | Campos de Sport de El Sardinero · 20.000 espectadors · Jiménez Madrid · |  |

| 6 de novembre de 1982 | Barça                                 | 3-0 | Salamanca | Barcelona                                           |  |
| 21:00 CET 10a jornada | Víctor 30' · Schuster 60' · Quini 75' |     |           | Camp Nou · 100.000 espectadors · Fandos Hernández · |  |

| 10 de novembre de 1982 | Betis           | 1-1 | Barça        | Sevilla                                                   |  |
| 21:00 CET 11a jornada  | Poli Rincón 12' |     | 47' Carrasco | Benito Villamarín · 40.000 espectadors · García Carrión · |  |

| 21 de novembre de 1982 | Barça                     | 2-2 | Celta                    | Barcelona                                            |  |
| 17:00 CET 12a jornada  | Víctor 34' · Maradona 72' |     | 65' Atilano · 85' Suárez | Camp Nou · 100.000 espectadors · Borrás del Barrio · |  |

| 27 de novembre de 1982 | R. Madrid            | 0-2 | Barça                   | Madrid                                                    |  |
| 20:30 CET 13a jornada  | Bonet 86' Metgod 88' |     | 14' Esteban · 85' Quini | Santiago Bernabéu · 80.000 espectadors · García de Loza · |  |

| 5 de desembre de 1982 | Barça       | 1-0 | R. Sociedad | Barcelona                                         |  |
| 17:00 CET 14a jornada | Maradona 5' |     |             | Camp Nou · 90.000 espectadors · Soriano Aladrén · |  |

| 12 de desembre de 1982 | Barça | 0-1 | Athletic       | Barcelona                                          |  |
| 17:00 CET 15a jornada  |       |     | 49' Goikoetxea | Camp Nou · 100.000 espectadors · Franco Martínez · |  |

| 18 de desembre de 1982 | Las Palmas                       | 2-1 | Barça       | Las Palmas de Gran Canaria                       |  |
| 20:30 CET 16a jornada  | Julio Suárez 43' · Pepe Juan 67' |     | 39' Migueli | Insular · 15.000 espectadors · Sánchez Arminio · |  |

| 2 de gener de 1983    | Barça                                            | 3-0 | Osasuna | Barcelona                                      |  |
| 17:00 CET 17a jornada | Periko Alonso 27' · Morán 36' · Pichi Alonso 41' |     |         | Camp Nou · 75.000 espectadors · Ramos Marcos · |  |

| 5 de gener de 1983    | Barça      | 1-0 | València | Barcelona                                   |  |
| 22:00 CET 18a jornada | Víctor 52' |     |          | Camp Nou · 90.000 espectadors · Pes Pérez · |  |

| 9 de gener de 1983    | Valladolid | 1-3 | Barça                       | Valladolid                                             |  |
| 16:30 CET 19a jornada | Fortes 30' |     | 25', 65' Morán · 40' Marcos | José Zorrilla · 28.000 espectadors · Merino González · |  |

| 15 de gener de 1983   | Barça        | 1-0 | Sevilla | Barcelona                                        |  |
| 21:00 CET 20a jornada | Schuster 75' |     |         | Camp Nou · 95.000 espectadors · Jiménez Madrid · |  |

| 23 de gener de 1983   | Zaragoza                   | 2-2 | Barça                       | Saragossa                                            |  |
| 16:30 CET 21a jornada | Amarilla 26' · Valdano 82' |     | 29' Carrasco · 10' Schuster | La Romareda · 34.000 espectadors · Franco Martínez · |  |

| 30 de gener de 1983   | Barça                            | 2-1 | At. Madrid    | Barcelona                                         |  |
| 17:00 CET 22a jornada | Periko Alonso 17' · Schuster 42' |     | 82' Landáburu | Camp Nou · 105.000 espectadors · García Carrión · |  |

| 6 de febrer de 1983   | Espanyol | 0-3 | Barça                                        | Barcelona                                 |  |
| 17:00 CET 23a jornada |          |     | 72' Víctor · 39' Carrasco · 75' Pichi Alonso | Sarrià · 40.000 espectadors · Pes Pérez · |  |

| 9 de febrer de 1983   | Barça                        | 2-1 | Málaga                 | Barcelona                                     |  |
| 20:45 CET 24a jornada | Pichi Alonso 51' · Quini 59' |     | 48' Fernando Rodríguez | Camp Nou · 90.000 espectadors · Marín López · |  |

| 19 de febrer de 1983  | Sporting | 0-0 | Barça | Gijón                                               |  |
| 20:30 CET 25a jornada |          |     |       | El Molinón · 30.000 espectadors · Soriano Aladrén · |  |

| 26 de febrer de 1983  | Barça | 0-2 | Racing                  | Barcelona                                           |  |
| 21:00 CET 26a jornada |       |     | 13' Álvarez · 85' Verón | Camp Nou · 95.000 espectadors · Borrás del Barrio · |  |

| 5 de març de 1983     | Salamanca       | 1-1 | Barça        | Salamanca                                          |  |
| 20:30 CET 27a jornada | Luis García 18' |     | 38' Schuster | Helmántico · 20.000 espectadors · García de Loza · |  |

| 12 de març de 1983    | Barça       | 1-1 | Betis     | Barcelona                                          |  |
| 21:00 CET 28a jornada | Carrasco 4' |     | 25' Parra | Camp Nou · 110.000 espectadors · Merino González · |  |

| 20 de març de 1983    | Celta | 0-4 | Barça                                                               | Vigo                                             |  |
| 17:00 CET 29a jornada |       |     | 49' Carrasco · 56' Alexanko · 79' Periko Alonso · 82' Julio Alberto | Balaídos · 30.000 espectadors · García Carrión · |  |

| 26 de març de 1983    | Barça                            | 2-1 | R. Madrid   | Barcelona                                   |  |
| 20:30 CET 30a jornada | Maradona 45' · Periko Alonso 77' |     | 21' Juanito | Camp Nou · 90.000 espectadors · Pes Pérez · |  |

| 2 d'abril de 1983     | R. Sociedad | 1-0 | Barça | Sant Sebastià                                   |  |
| 18:00 CET 31a jornada | Uralde 21'  |     |       | Atotxa · 25.000 espectadors · Soriano Aladrén · |  |

| 10 d'abril de 1983    | Athletic                   | 3-2 | Barça                     | Bilbao                                            |  |
| 17:30 CET 32a jornada | Dani 79', 1' · Sarabia 75' |     | 86' Urbano · 89' Maradona | San Mamés · 50.000 espectadors · García de Loza · |  |

| 17 d'abril de 1983    | Barça                                                                               | 7-2 | Las Palmas        | Barcelona                                      |  |
| 17:30 CET 33a jornada | Carrasco 2' · Marcos 4' · Maradona 18', 58', 13' · Schuster 36' · Julio Alberto 49' |     | 39', 66' Martínez | Camp Nou · 80.000 espectadors · Ramos Marcos · |  |

| 1 de maig de 1983     | Osasuna        | 1-0 | Barça | Pamplona                                    |  |
| 17:30 CET 34a jornada | Echeverria 22' |     |       | El Sadar · 26.000 espectadors · Pes Pérez · |  |

### Copa de la lliga
| 12 de juny de 1983                  | Barça        | 1-0 | Sporting   | Barcelona                                         |  |
| 19:30 CET Anada de la tercera ronda | Maradona 88' |     | 87' Maceda | Camp Nou · 80.000 espectadors · Merino González · |  |

| 15 de juny de 1983                    | Sporting     | 0-0 | Barça | Gijón                                                |  |
| 20:30 CET Tornada de la tercera ronda | Espinosa 46' |     |       | El Molinón · 28.000 espectadors · Urizar Azpitarte · |  |

| 19 de juny de 1983       | At. Madrid | 1-0 | Barça | Madrid                                                   |  |
| 21:30 CET Anada de semis | Marina 26' |     |       | Vicente Calderón · 60.000 espectadors · García de Loza · |  |

| 22 de juny de 1983         | Barça                                                               | 5-2 | At. Madrid            | Barcelona                                    |  |
| 20:45 CET Tornada de semis | Schuster 9' · Víctor 36' · Carrasco 41' · Maradona 65' · Marcos 75' |     | 75', 90' Hugo Sánchez | Camp Nou · 100.000 espectadors · Pes Pérez · |  |

| 26 de juny de 1983          | R. Madrid                    | 2-2 | Barça                       | Madrid                                                      |  |
| 21:30 CET Anada de la final | Del Bosque 62' · Juanito 68' |     | 57' Maradona · 51' Carrasco | Santiago Bernabéu · 85.000 espectadors · Urizar Azpitarte · |  |

| 29 de juny de 1983            | Barça                       | 2-1 | R. Madrid      | Barcelona                                       |  |
| 21:15 CET Tornada de la final | Maradona 18' · Alexanko 25' |     | 80' Santillana | Camp Nou · 120.000 espectadors · Ramos Marcos · |  |

### Copa
| 2 de febrer de 1983   | Celta | 0-0 | Barça        | Vigo                                               |  |
| 20:30 CET Anada de 8s |       |     | 54' Schuster | Balaídos · 20.000 espectadors · Martín Navarrete · |  |

| 22 de febrer de 1983    | Barça                            | 2-0 | Celta | Barcelona                                          |  |
| 20:45 CET Tornada de 8s | Periko Alonso 23' · Schuster 37' |     |       | Camp Nou · 50.000 espectadors · Urizar Azpitarte · |  |

| 30 de març de 1983    | Athletic | 1-0 | Barça | Bilbao                                             |  |
| 20:30 CET Anada de 4s | Dani 69' |     |       | San Mamés · 45.000 espectadors · Franco Martínez · |  |

| 13 d'abril de 1983      | Barça                                          | 3-0 | Athletic | Barcelona                                         |  |
| 20:45 CET Tornada de 4s | Carrasco 1' · Periko Alonso 68' · Maradona 89' |     |          | Camp Nou · 100.000 espectadors · García Carrión · |  |

| 7 de maig de 1983        | Barça                     | 2-0 | R. Sociedad | Barcelona                                          |  |
| 21:00 CET Anada de semis | Víctor 20' · Maradona 57' |     |             | Camp Nou · 110.000 espectadors · Soriano Aladrén · |  |

| 21 de maig de 1983         | R. Sociedad             | 1-2 | Barça                     | Sant Sebastià                                  |  |
| 20:00 CET Tornada de semis | Gorriz 24' · Uralde 57' |     | 60' Marcos · 78' Maradona | Atotxa · 25.000 espectadors · García de Loza · |  |

| 4 de juny de 1983 | Barça                   | 2-1 | R. Madrid      | Saragossa                                           |  |
| 22:15 CET Final   | Víctor 31' · Marcos 89' |     | 50' Santillana | La Romareda · 34.000 espectadors · García Carrión · |  |

### Recopa
| 15 de setembre de 1982 | Barça                                                                               | 8-0 | Apollon | Barcelona                                      |  |
| 20:45 CET Anada de 16s | Schuster 70', 35' · Víctor 44' · Maradona 64', 45', 60' · Urbano 58' · Alexanko 81' |     |         | Camp Nou · 20.000 espectadors · René Bindels · |  |

| 29 de setembre de 1982   | Apollon         | 1-1 | Barça         | Limassol                                                   |  |
| 20:00 CET Tornada de 16s | Christodulu 55' |     | 38' Moratalla | Tsirio Stadium · 12.000 espectadors · Zivorad Vuksanović · |  |

| 20 d'octubre de 1982  | Estrella Roja     | 2-4 | Barça                                 | Belgrad                                             |  |
| 16:00 CET Anada de 8s | Janjanin 72', 73' |     | 47', 10' Maradona · 64', 81' Schuster | Rajko Mitić · 100.000 espectadors · Bob Valentine · |  |

| 3 de novembre de 1982   | Barça                       | 2-1 | Estrella Roja | Barcelona                                         |  |
| 20:45 CET Tornada de 8s | Schuster 57' · Alexanko 81' |     | 53' Gjurovski | Camp Nou · 30.000 espectadors · Georges Konrath · |  |

| 2 de març de 1983     | Austria Wien | 0-0 | Barça | Viena                                                          |  |
| 19:00 CET Anada de 4s |              |     |       | Ernst-Happel-Stadion · 30.000 espectadors · Erik Fredriksson · |  |

| 16 de març de 1983      | Barça        | 1-1 | Austria Wien    | Barcelona                                      |  |
| 20:45 CET Tornada de 4s | Alexanko 44' |     | 37' Steinkogler | Camp Nou · 45.000 espectadors · Adolf Prokop · |  |

### Supercopa d'Europa
| 19 de gener de 1983 | Barça      | 1-0 | Aston Villa | Barcelona                                      |  |
| 20:45 CET Anada     | Marcos 52' |     |             | Camp Nou · 40.000 espectadors · Bruno Galler · |  |

| 26 de gener de 1983 | Aston Villa                                        | 3-0 | Barça                         | Birmingham                                        |  |
| 20:30 CET Tornada   | Shaw 79' · Cowans 98' · McNaught 105' · Evans 115' |     | 53' Julio Alberto 106' Marcos | Villa Park · 30.000 espectadors · Alexis Ponnet · |  |